# بن باتريك جونسون
بن باتريك جونسون (بالإنجليزية: Ben Patrick Johnson)‏ (ولد في 30 يونيو 1969 في توكسون، أريزونا ) هو ممثل صوت أمريكي، مؤلف ومدون، مدير مؤسسة، وناشط في مجال حقوق الإنسان.

## روابط خارجية
- بن باتريك جونسون على موقع IMDb (الإنجليزية)
- بن باتريك جونسون على موقع ميوزك برينز (الإنجليزية)
- بن باتريك جونسون على موقع قاعدة بيانات الفيلم (الإنجليزية)